# Marseillan (Gers)
Marseillan è un comune francese di 88 abitanti situato nel dipartimento del Gers nella regione dell'Occitania.

## Società

### Evoluzione demografica
Abitanti censiti